# Anthony Michael
Anthony Thomas Michael (18. januar 1952 i England - 15. februar 1990) var en engelsk-dansk skuespiller og instruktør.
Han er opvokset i Swansea i Wales og kom til Danmark i 1973, hvor han efter arbejde som mimiker blev ansat på Teatret ved Sorte Hest og senere også ved Bådteatret og på Cafe Liva.
Anthony Michael fik sit danske gennembrud som revykunstner, da han i 1984 spillede med i Blokhus Revyen, og han arbejde derefter som skuespiller samt i flere tilfælde også som instruktør ved en række revyer. I 1989 modtog han revyprisen Årets Dirch som Årets Revykunstner
Anthony Michael medvirkede som skuespiller ved flere film, tv-film og tv-serier. Derudover medvirkede han i underholdningsprogrammet Eleva2ren samt i børne-tv-serien Nu skal du se sammen med skuespilleren Jannie Faurschou, som han også dannede par med i privatlivet.

## Filmografi
- Har du set Alice? - (1981)
- Stalten Mette - (tv-film, 1981)
- Otto er et næsehorn - (1983)
- Anthonsen - (tv-serie, 1984)
- Oviri - (1986)
- Balladen om Carl Th. Dreyer - (tv-film, 1989)
- Farlig leg - (1990)

## Revyer
- Blokhus Revyen 1984
- Holstebro Revyen 1985
- Skuldelev Revyen 1986
- Bornholmerrevyen 1986, 1987 og 1989